# Щигли-Гурне
Щигли-Гурне (пол. Szczygły Górne) — село в Польщі, у гміні Луків Луківського повіту Люблінського воєводства.
Населення — 223 особи (2011).
У 1975-1998 роках село належало до Седлецького воєводства.

## Демографія
Демографічна структура станом на 31 березня 2011 року:
|          | Загалом | Допрацездатний вік | Працездатний вік | Постпрацездатний вік |
| -------- | ------- | ------------------ | ---------------- | -------------------- |
| Чоловіки | 110     | 27                 | 69               | 14                   |
| Жінки    | 113     | 30                 | 67               | 16                   |
| Разом    | 223     | 57                 | 136              | 30                   |